# Goblin
Goblin je mitološko biće s velikim nosom i ušima, pametan je, mrzi društvo i sklon je činiti razne nepodopštine, a često je i zao. Ponekad se prikazuje u obliku životinja što reflektira njegovu životinjsku prirodu. U germanskim i nordijskim mitovima navodi se kao rasa orkova. Za razliku od klasičnih orkova, goblini su nešto manji, ali i dosta okretniji.

## U mitologiji
Prema vjerovanjima, goblini obitavaju u podzemnim prostorima i pećinama, ali često se vezuju uz kućanstva u kojima čine razne nepodopštine, od lupanja zdjelama i tavama u kuhinji, do krađe noćne odjeće i pomicanja namještaja po kući. Pomažu roditeljima disciplinirati djecu na način da ih nagrađuju ukoliko su dobra, odnosno kažnjavaju ako su bila neposlušna.

## U popularnoj kulturi
Spominju se kao orci u trilogiji J. R. R. Tolkiena Gospodar prstenova, kao i u romanima J.K.Rowling o čarobnjaku Harryju Potteru. U maštovitom svijetu Harryja Pottera, goblini vrijedno rade u čarobnjačkim bankama, civilizirani su i surađuju s ljudima.

#### U igri World of Warcraft
Goblini se spominju i u videoigri World of Warcraft, gdje su opisani kao lukava bića koja su vješti trgovci i genijalni mehaničari. U verzijama igre The Burning Crusade i Wrath of the Lich King goblini su raštrkani po Azerothu, svijetu u kome se radnja igre odvija, te se uglavnom bave trgovinom i ne iskazuju pripadnost nijednoj frakciji, Alijansi ili Hordi. Međutim u najnovijoj verziji igre Cataclysm goblini prelaze na stranu Horde, kojoj uveliko pomažu svojim tehnološkim dostignućima. Goblini iz World of Warcrafta su prikazani kao zeleni patuljci dugih ušiju, te velikih ruku i nogu. Zelena boja kože vjerojatno potvrđuje njihovo srodstvo s orcima, koji su u igri prikazani kao masivna stvorenja također zelene boje kože.